# Schloenbachia
Schloenbachia – rodzaj głowonogów z wymarłej podgromady amonitów, z rzędu Ammonitida.
Żył w cenomanie, najstarszym wieku epoki kredy późnej.
Gatunki:
- Schloenbachia coupei
- Schloenbachia varians